# 穆罕默德·查希爾·阿格巴
穆罕默德·查希爾·阿格巴（Mohammad Zahir Aghbar，也拼寫為Akhbar；1964年—），是阿富汗外交官和執法官員，現為阿富汗駐塔吉克大使。

## 經歷
阿格巴於1964年出生於楠格哈爾省。曾任阿富汗國家警察局長，擁有中將軍銜。
2009年擔任阿富汗國家奧林匹克委員會主席，直到2014年法希姆·哈希米當選。在此期間，他支持阿卜杜拉的2014年總統競選。
他的外交生涯始於2018年，當時他被任命為駐德國總領事，後來成為阿富汗駐塔吉克大使，於2020年2月20日遞交外交國書。2021年8月在阿富汗總統加尼逃亡後，阿格巴表示承認副總統薩利赫為阿富汗元首。